# اجعل أمريكا عظيمة مرة أخرى

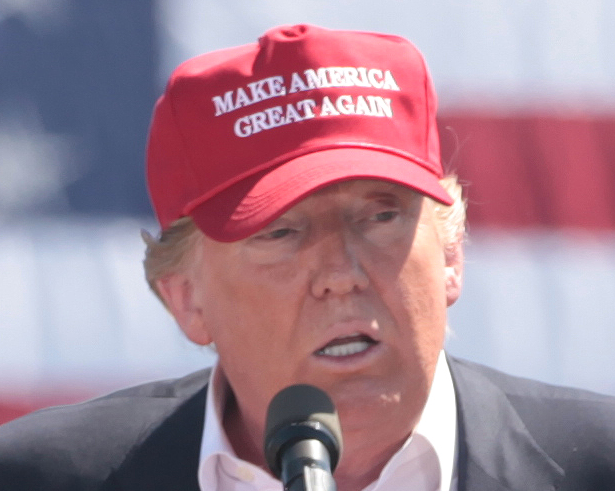
دونالد ترامب يرتدي قبعة تحمل شعار حملة "اجعل أمريكا عظيمة مرة أخرى".

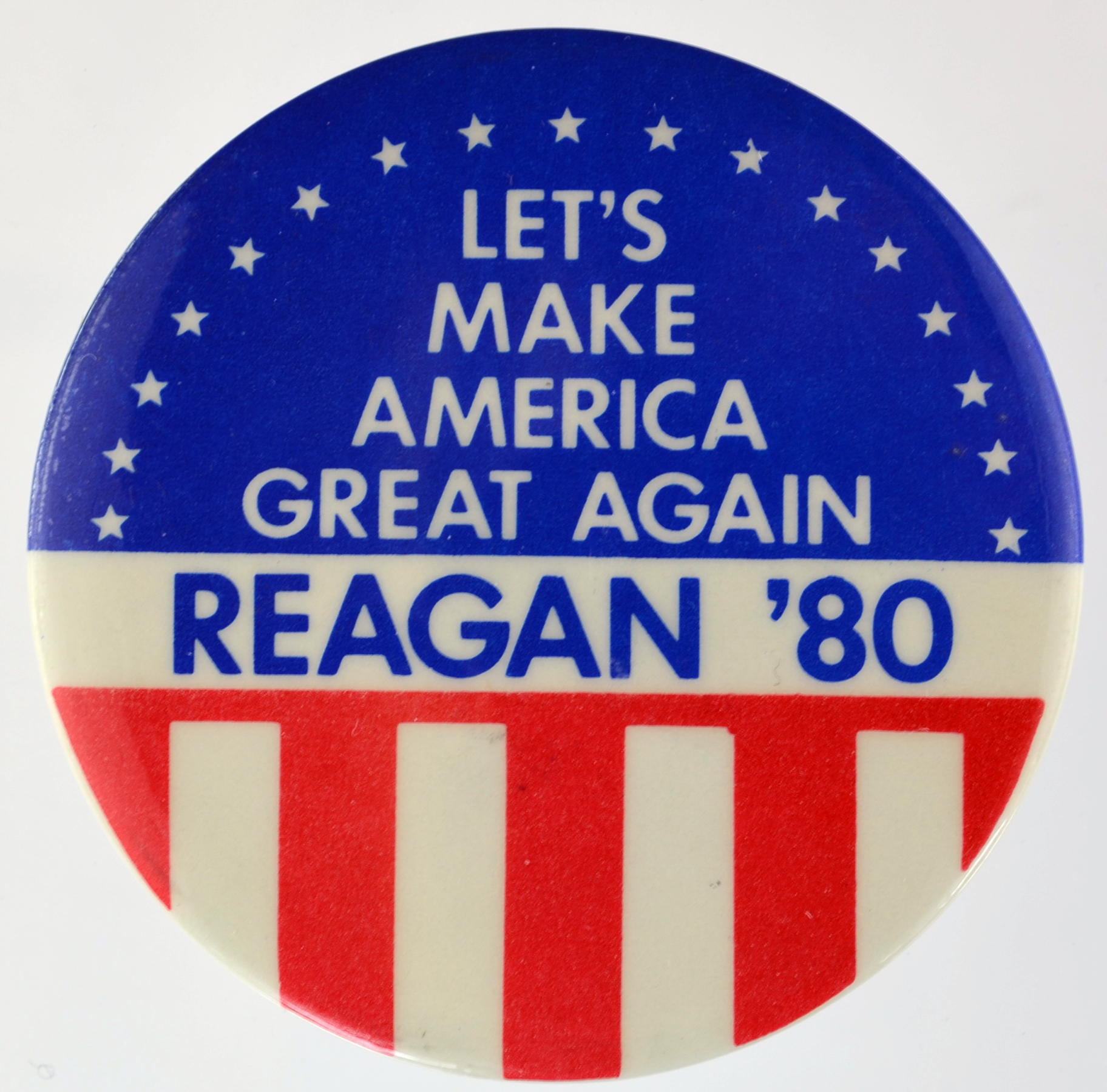
شعار حملة "لنجعل أمريكا عظيمة مرة أخرى" في عهد رونالد ريغان.

اجعل أمريكا عظيمة مرة أخرى (بالإنجليزية: Make America Great Again)‏ وتعرف اختصارا بـ"ماغا" (بالإنجليزية: MAGA)‏ هو شعار سياسي للحملة التي استخدمت في السياسة الأمريكية، وظهرت بشكل بارز في حملة الانتخابات الرئاسية 2016 لدونالد ترامب. أنشئت في عام 1979  عندما كانت الولايات المتحدة تعاني من تدهور اقتصادي تميز بالركود،  وقد استخدم الشعار لأول مرة في حملة الانتخابات الرئاسية في عهد رونالد ريغان عام 1980. تم استخدام الشعار أيضا في عهد الرئيس السابق بيل كلينتون، على الرغم من أنه أشار لاحقا إلى البيان بوصفه صافرة الكلب عنصرية خلال الانتخابات 2016.
في عام 2012 صمم دونالد ترامب للشعار علامة تجارية  ولقد تم استخدم الشعار خلال حملته الرئاسية للانتخابات الأمريكية 2016 وكان ذلك من خلال ارتداء القبعات التي تحمل العبارة.

## استخدام ترامب للشعار
في ديسمبر 2011، وبعد تكهنات بأنه سيتحدى الرئيس باراك أوباما في الانتخابات الرئاسية الأمريكية لعام 2012، أصدر ترامب بيانًا قال فيه إنه غير مستعد لاستبعاد الترشح للرئاسة في المستقبل، موضحًا أنه «يجب أن أترك جميع خياراتي مفتوحة لأنه، قبل كل شيء، يجب أن نجعل أمريكا عظيمة مرة أخرى». في ديسمبر 2011 أيضًا، نشر كتابًا باستخدام عبارة مماثلة كعنوان فرعي «جعل أمريكا رقم 1 مرة أخرى» - والتي تم تغييرها في إعادة إصدار عام 2015 إلى «اجعل أمريكا عظيمة مرة أخرى!»
في الأول من يناير 2012، قدمت مجموعة من أنصار ترامب أوراقًا إلى مكتب وزير خارجية ولاية تكساس لإنشاء حزب «جعل أمريكا عظيمة مرة أخرى»، والذي كان سيسمح لترامب بأن يكون مرشح ذلك الحزب إذا قرر أن يصبح مرشحًا لحزب ثالث في الانتخابات الرئاسية.
بدأ ترامب في استخدام الشعار رسميًا في 7 نوفمبر 2012، في اليوم التالي لفوز باراك أوباما بإعادة انتخابه ضد ميت رومني. استخدم ترامب الشعار في مقابلة في أغسطس 2013 مع جوناثان كارل. وفقًا لروايته الخاصة، فكر أولاً في شعار «سنجعل أمريكا عظيمة»، لكنه لم يشعر أنه مناسب. فكر بعدها بشعار «اجعل أمريكا عظيمة»، ولكن بعد مزيد من التفكير، شعر أنه مهين لأمريكا لأنه يعني ضمناً أن أمريكا لم تكن عظيمة أبدًا. في النهاية اختار عبارة «اجعل أمريكا عظيمة مرة أخرى»، مدعيًا لاحقًا أنه لم يكن على علم باستخدام ريغان لها في عام 1980 حتى عام 2015، لكنه أشار إلى أن ريغان «لم يسجلها كعلامة تجارية». في 12 نوفمبر، وقع على طلب لدى مكتب براءات الاختراع والعلامات التجارية بالولايات المتحدة يطلب فيه حقوقًا حصرية لاستخدام الشعار لأغراض سياسية. تم تسجيله كعلامة خدمة في 14 يوليو 2015، بعد أن بدأ ترامب رسميًا حملته الرئاسية لعام 2016 وأثبت أنه كان يستخدم الشعار للغرض المذكور في الطلب.
خلال حملة عام 2016، استخدم ترامب الشعار كثيرًا، وخاصة من خلال ارتداء قبعات مزينة بالعبارة بأحرف بيضاء، والتي سرعان ما أصبحت شائعة بين مؤيديه. كان الشعار مهمًا جدًا للحملة لدرجة أنها أنفقت في وقت ما المزيد على صنع القبعات - التي بيعت مقابل 25 دولارًا لكل منها على موقعها على الإنترنت - مقارنة باستطلاعات الرأي أو الاستشاريين أو الإعلانات التلفزيونية. تم بيع الملايين، وقدر ترامب أن الإصدارات المقلدة تفوق القبعة الحقيقية بنسبة عشرة إلى واحد. «... لكنها شعار، وفي كل مرة يشتري فيها شخص ما واحدة، فهذا إعلان».